# Christian Ehrlich (Tierfilmer)

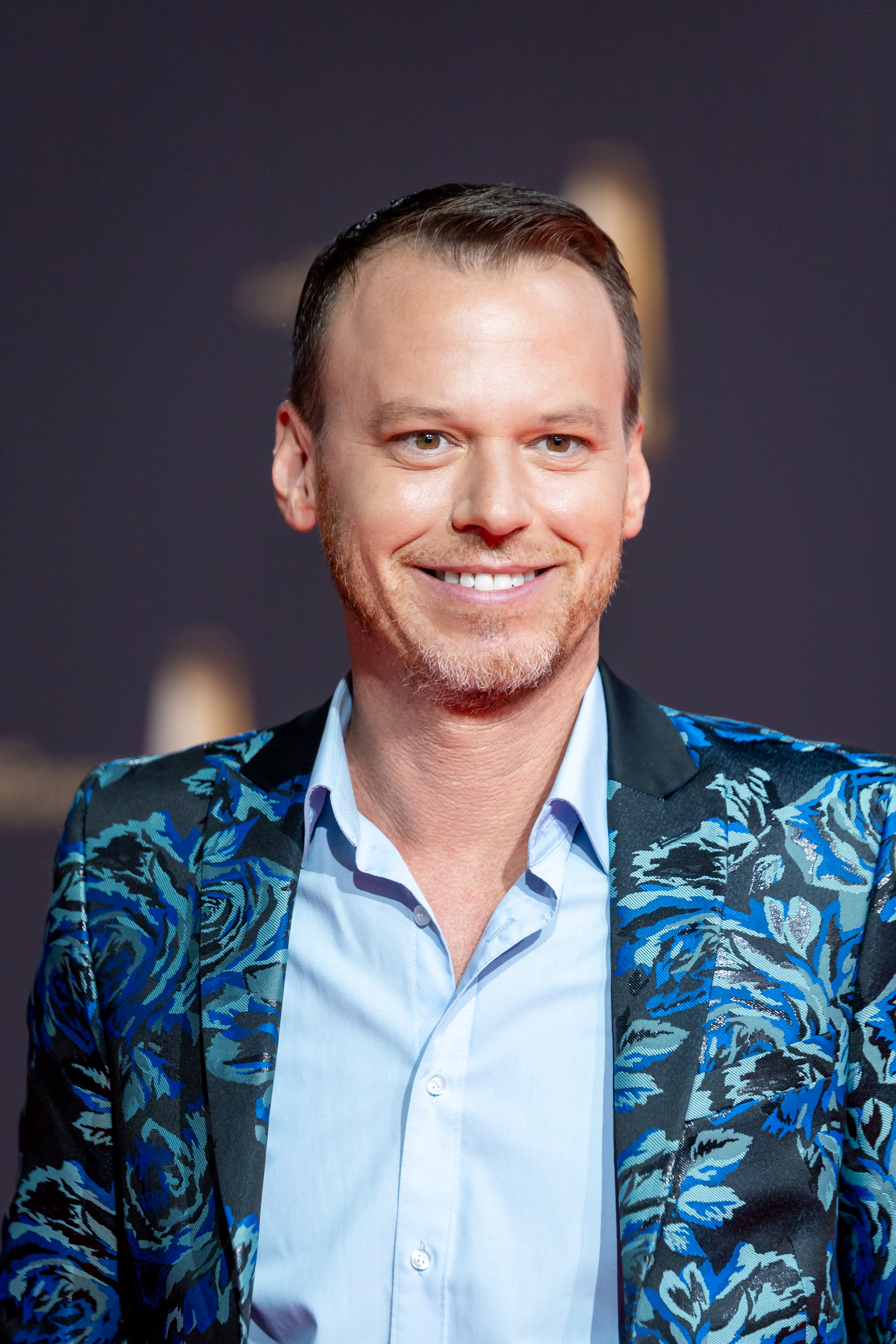
Christian Ehrlich (2024)

Christian Ehrlich (* 15. Juni 1978 in Minden) ist ein deutscher Tierfilmer, Buchautor und Moderator, der sich für Tierschutz und Artenschutz engagiert.

## Leben
Christian Ehrlich wuchs in Enger und Rödinghausen (Kreis Herford) teilweise auf einem Bauernhof auf. Nach dem Abitur studierte er an der Westfälischen Wilhelms-Universität Münster Biologie mit Schwerpunkt Verhaltensbiologie, beendete das Studium aber ohne Diplomarbeit. Von 2000 bis 2007 arbeitete er als Chefredakteur der Tierzeitschrift „Rodentia“ (Natur und Tier – Verlag) und verfasste acht Bücher, darunter zwei Kinderbücher. 2008 wurde er Filmproduzent bei der Fernseh-Produktionsfirma Docma TV. Seit 2019 ist er als Tierexperte in der Morgensendung Volle Kanne im ZDF regelmäßig zu Tier- und Artenschutzthemen zu sehen. 2020 moderierte er die Artenschutz-Sendung Die letzten Tierbabys ihrer Art bei Sat.1 Gold. 2025 war er neben Matthias Reinschmidt als Host der vierteiligen Doku-Reihe "Geheime Tiergeburten" bei RTL zu sehen. 
Christian Ehrlich ist zweifach geschieden und hat zwei Töchter. Seine Tochter Verena moderierte die Sendung Das Tierschutzteam im KiKA zusammen mit dem Sohn von Schauspielerin Radost Bokel, Tyler Woods jr. Ehrlich lebt in Bensberg bei Köln. Bekannt ist er auch für seinen bunten Kleidungsstil bei öffentlichen Auftritten, die Bild-Zeitung beschrieb sein Outfit als „Blütentarn“: „Tierfilmer Ehrlich sitzt im Blütentarn daneben, als hätte er gerade in einer Papageienvoliere gefilmt. Von den neun Millionen Tierarten des Planeten sei ein Achtel stark bedroht oder „kurz vor der Ausrottung“, meldet er.“

## Fernsehen

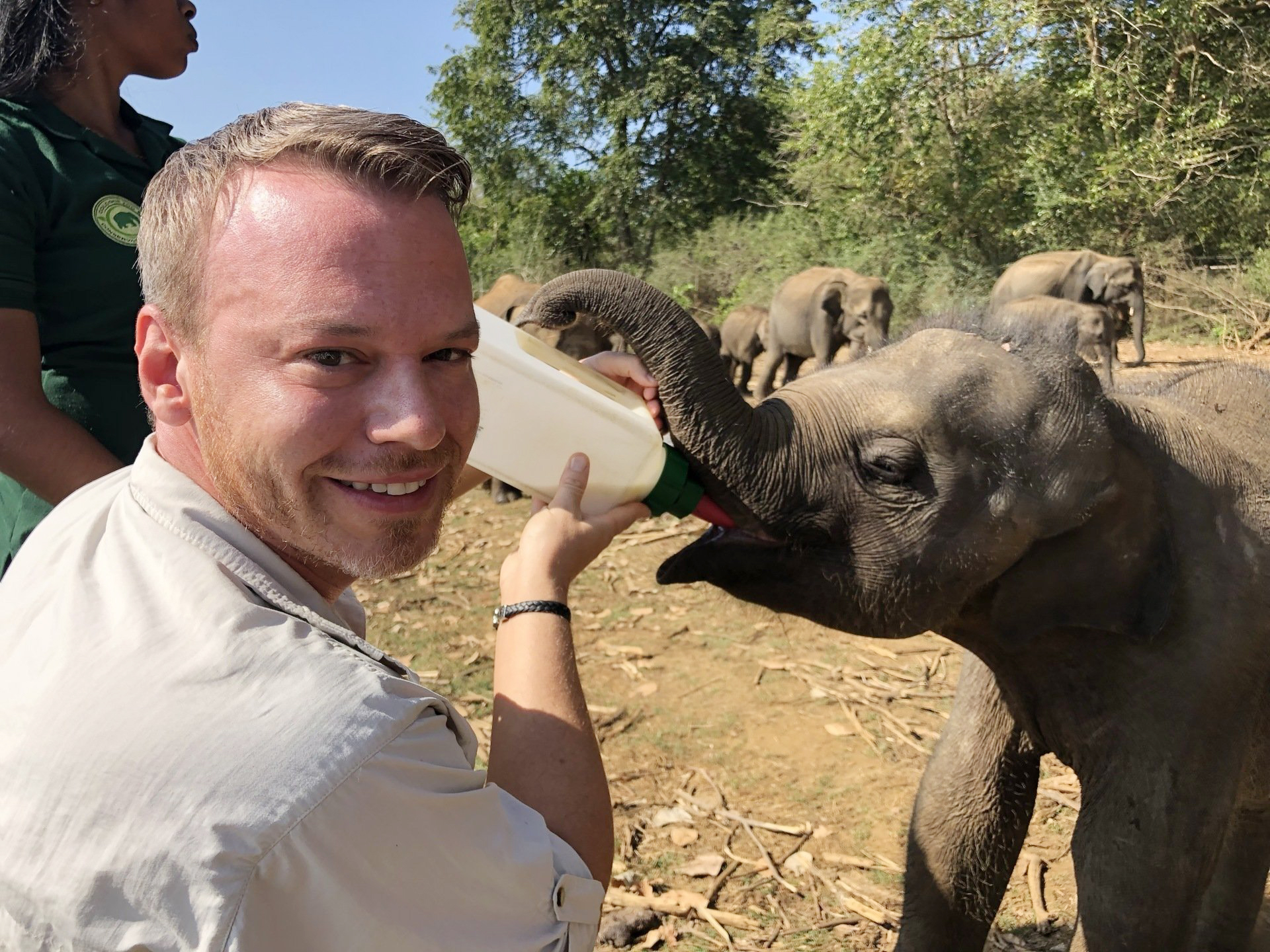
Christian Ehrlich 2020 bei den Dreharbeiten zu „Die letzten Tierbabys ihrer Art“ in Sri Lanka.

Seit 2002 arbeitet Ehrlich für das Fernsehen sowohl vor als auch hinter der Kamera. 2023 war er zusammen mit Frank Elstner Gast bei „Maischberger“ (ARD), 2024 mit einigen Baby-Igeln im "ZDF Fernsehgarten" (ZDF) und in der Sendung "Alle singen Weihnachten" (ARD) mit Florian Silbereisen, in der er den Moderator überredete, einen getrockneten Mehlwurm zu essen.

### Als Produzent/Tierfilmer
Zu den bekanntesten von ihm produzierten Sendungen gehören (Auswahl):
- „hundkatzemaus“ (VOX, seit 2001)
- „Tierzeit“ (VOX, 2003–2006)
- „Elstners Reisen“ (SWR, 2014 – 2023)
- „Harte Hunde“ (VOX, seit 2014)
- „Eisbär, Affe & Co.“ (ARD, Staffel 5, 2016 – 2017)
- „Die Katzen-Kita“ (VOX, 2016)
- „Haustier sucht Herz“ (Sat.1 Gold, seit 2017)
- „Projekt Superhund“ (Sat.1, 2018)
- „Das Tierschutz-Team“ (KiKA, 2023)
- „SOKO Tierschutz“ (Sat.1 Gold, seit 2023)
- „Bunte Hunde“ (VOX, seit 2023)

### Als Moderator/Reporter
- „Volle Kanne“ (ZDF, seit 2019)[14]

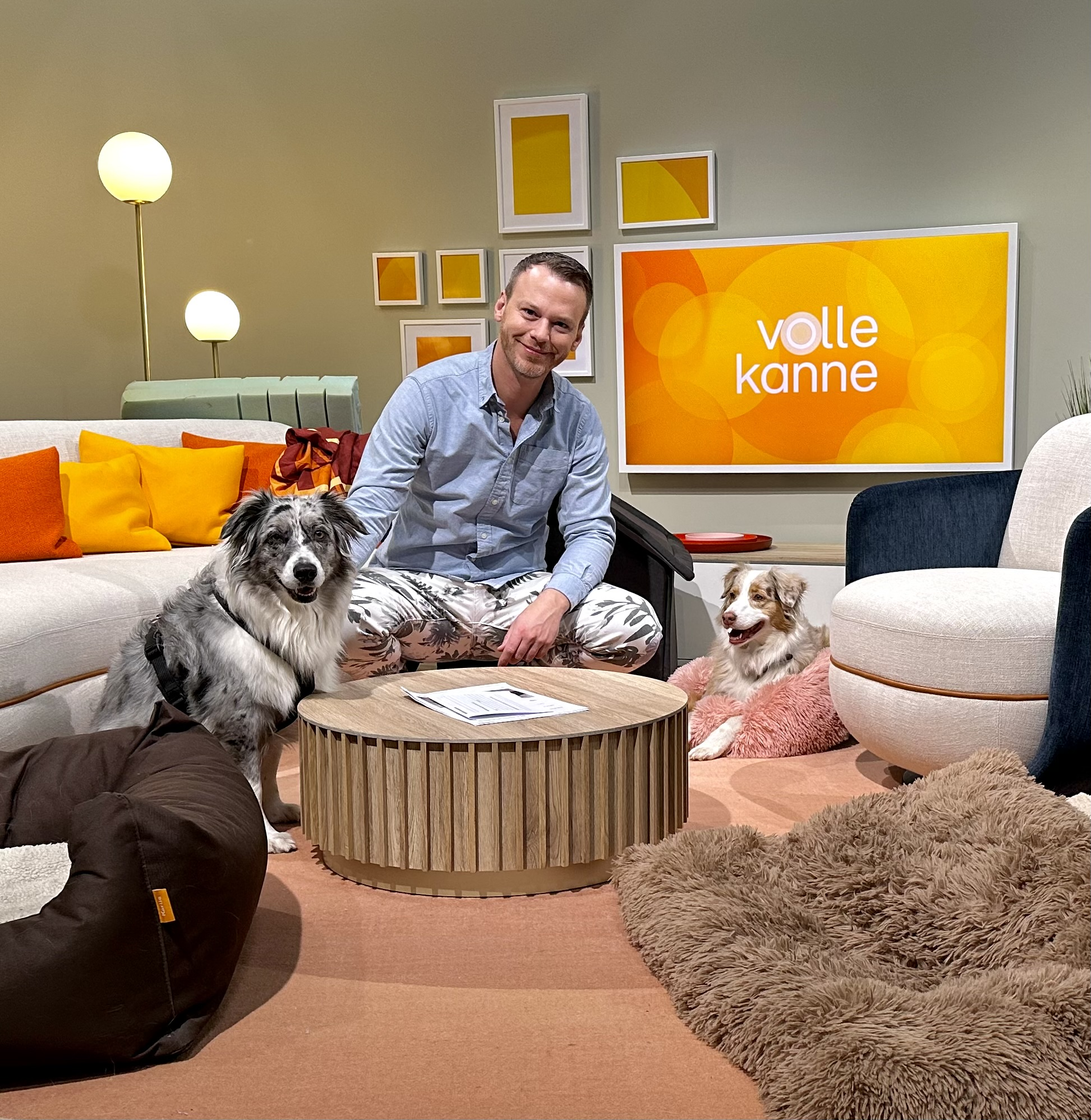
Christian Ehrlich im Studio von „Volle Kanne“ (ZDF)

- Christian Ehrlich im Studio von „Volle Kanne“ (ZDF)„Die letzten Tierbabys ihrer Art“ (Sat.1 Gold, 2022)
- "Geheime Tiergeburten" (RTL, 2025)

### Auszeichnungen
Zusammen mit Frank Elstner und Matthias Reinschmidt erhielt Ehrlich 2019 die „Goldene Sonne“ für Artenschutz. Die Produktion „Elstners Reisen“ war für den Umweltmedienpreis nominiert, „Das Tierschutzteam“ für den Kinder-Medienpreis „Goldener Spatz“ 2023.

## Bücher
Christian Ehrlich veröffentlichte Bücher zu den Themen „Tiere“ und „Artenschutz“; zwei Bücher richten sich an Kinder („Entdecke-Reihe“). Im Buch „Rettet die Tiere“, das Ehrlich mit Frank Elstner und Matthias Reinschmidt schrieb, beschreibt er das Leben hinter den Kulissen der Produktion „Elstners Reisen“ (12 Filme) sowie Projekte in aller Welt, die gegen das Artensterben kämpfen. Obwohl es kein Fachbuch ist, rezensierte „Spektrum der Wissenschaft“ das Buch.

### Publikationen (Auswahl)
- „Kleinsäuger im Terrarium“ Natur und Tier – Verlag, Münster, 2003, ISBN 978-3-931587-79-6
- „Präriehunde“ Natur und Tier – Verlag, Münster, 2004, ISBN 978-3-931587-97-0
- „Leben mit Meerschweinchen“ Natur und Tier – Verlag, Münster, 2008, ISBN 978-3-937285-54-2
- „Entdecke die Erdmännchen“ Natur und Tier – Verlag, Münster, 2016, ISBN 978-3-86659-282-7
- mit Frank Elstner: „Entdecke bedrohte Tiere“ Natur und Tier – Verlag, Münster, 2020, ISBN 978-3-86659-413-5
- mit Frank Elstner und Matthias Reinschmidt: „Rettet die Tiere“ Piper Verlag, München, 2023, ISBN 978-3-492-07172-7

## Engagement
Ehrlich setzt sich seit vielen Jahren für Tiere ein, seit 2022 ist er Geschäftsführer der Tier- und Artenschutzgesellschaft „Promis für Tiere“, die für verschiedene Projekte Spenden sammelt, u. a. für Nashörner, Orang-Utans und Straßenhunde. Das Sommerfest mit Spendensammlung findet dabei in seinem Haus in Bensberg statt. Botschafter dieser Gesellschaft sind der TV-Entertainer Frank Elstner, der Zoo-Direktor Matthias Reinschmidt und die Sängerin Marie Wegener in Deutschland sowie die Moderatorin Petra Stumpf in Österreich. Er ist zudem offizieller Fürsprecher des Vereins „VITA e.V. Assistenzhunde“, Botschafter der Tier-Rettungsorgansation „Tier-Notruf e.V.“ und Schirmherr der Hunde-Quarantäne im Tierheim Mölln. Seit 2023 ist er Ehrenmitglied der „Igelinitiative BRD“.